# Лаклан Дреер
Лаклан Дреер (англ. Lachlan Dreher, 11 квітня 1967) — австралійський хокеїст на траві.
Срібний призер Олімпійських Ігор 1992 року, бронзовий призер 1996, 2000 років.
Переможець Трофею чемпіонів 1999 року.